# 王寿亭
王寿亭（1943年—），男，汉族，山东平度人，中华人民共和国政治人物，中国共产党党员，第十一届全国人民代表大会江苏地区代表。

## 生平
王寿亭毕业于山东大学。1985年，担任中共贵阳市委副书记，市长。1993年，升任中共贵州省委组织部部长。1996年，升任贵州省委副书记。1999年，兼任贵州省副省长。2001年，担任中共江苏省委副书记、纪委书记。2007年，代理江苏省十届人大常委会主任。2008年起担任全国人大代表。